# B. Altman and Company Building
El B. Altman and Company Building es un edificio comercial en Midtown Manhattan en Nueva York, que anteriormente sirvió como los grandes almacenes insignia de B. Altman and Company. Ocupa una manzana entera entre Quinta Avenida, Madison Avenue, Calle 34 y la calle 35, justo enfrente del Empire State Building, con una dirección principal en 355-371 Fifth Avenue.
El B. Altman and Company Building fue diseñado por Trowbridge & Livingston en el estilo neorrenacentista italiano. La mayor parte de la estructura tiene ocho pisos de altura, aunque el final de Madison Avenue se eleva a trece pisos. Contiene una fachada hecha en gran parte de piedra caliza francesa, excepto en el extremo de Madison Avenue, donde los pisos noveno a decimotercero y la mayor parte del lado de Madison Avenue están revestidos con ladrillo blanco. La fachada tiene una gran arcada con una columnata en su base de dos pisos.
Altman's fue la primera gran tienda por departamentos en mudarse del distrito comercial Ladies 'Mile a la Quinta Avenida, que en ese momento todavía era principalmente residencial. El edificio se inauguró por etapas entre 1906 y 1914, debido a la dificultad para adquirir un inmueble. La tienda cerró en 1989 y estuvo vacía hasta 1996, cuando fue renovada. El edificio fue reconfigurado para albergar el Centro de Graduados de la Universidad de la Ciudad de Nueva York, la Biblioteca de Ciencia, Industria y Negocios de la Biblioteca Pública de Nueva York y la Prensa de la Universidad de Oxford. El B. Altman and Company Building se convirtió en un hito designado por la ciudad de Nueva York en 1985.

## Sitio
El B. Altman and Company Building ocupa una manzana completa en Midtown Manhattan, delimitada por la Quinta Avenida al oeste, la Calle 34 al sur, la Avenida Madison al este y la Calle 35 al norte. El terreno tiene un área total de 7706 m²; mide 60,2 m de norte a sur y 128 m de oeste a este. Debido a la topografía de la región, los extremos norte de las fachadas de la Quinta y Madison Avenue son ligeramente más altos que los extremos sur.
El B. Altman Building está cerca del Empire State Building al suroeste, la Iglesia de la Encarnación al noreste, el Collectors Club of New York al este y el Madison Belmont Building al sureste. Es uno de varios antiguos edificios comerciales importantes en el tramo circundante de la Quinta Avenida. A cuatro cuadras hacia el norte se encuentran el Gorham Building en 390 Fifth Avenue, el Tiffany and Company Building en 401 Fifth Avenue, el Stewart & Company Building en 404 Fifth Avenue y el Lord & Taylor Building en 424 Fifth Avenue.

## Diseño
El B. Altman and Company Building fue diseñado por Trowbridge & Livingston en el estilo renacentista italiano y se inauguró en tres fases en 1906, 1911 y 1914. La sección principal de la Quinta Avenida, inaugurada en 1906 y ampliada en 1911, tiene su fachada diseñada como una galería. El anexo de Madison Avenue, terminado en 1914, tiene más motivos de diseño que la estructura original de la Quinta Avenida y su adición.
La mayor parte del edificio tiene ocho pisos de altura, pero el lado de Madison Avenue se eleva a 13 pisos. La sección original tenía entradas en la Quinta Avenida y las calles 34 y 35, mientras que el anexo tenía dos entradas adicionales en Madison Avenue y la calle 35.

### Fachada
En general, la fachada de la estructura estaba destinada a armonizar con los diseños de las mansiones en la Quinta Avenida, que en el momento de la finalización era en gran parte residencial. El diseño, al otro lado de la calle de la gran residencia del rival de grandes almacenes Alexander Turney Stewart y en diagonal al otro lado de la avenida de la residencia de Caroline Schermerhorn Astor, fue planeado para complementar las mansiones palaciegas circundantes. El diseño se caracterizó en The New York Times como "clásico", utilizando piedra caliza francesa importada. El B. Altman Building fue la primera estructura comercial en la ciudad de Nueva York en utilizar el material, que anteriormente se había utilizado solo en edificios residenciales.
Las cuatro elevaciones o lados son muy similares entre sí. En todos los lados, los dos primeros pisos comprenden una base porticada, los pisos tercero al sexto tienen ventanas cuadradas, y los pisos séptimo y octavo comprenden una arcada arqueada. Las fachadas de la Quinta y Madison Avenue tienen nueve tramos, pero el lado de la Quinta Avenida tiene ocho pisos de altura, mientras que el lado de la Avenida Madison tiene 13 pisos. Los lados de la calle 34 y 35 tienen diecisiete tramos de ancho y en su mayoría tienen ocho pisos de altura, aunque los cuatro tramos más al este se elevan hasta el decimotercer piso. La fachada permanece prácticamente sin cambios desde la finalización del edificio, aunque se remendaron algunas grietas con piedra fundida y algunos elementos de diseño se eliminaron o simplificaron.

#### Base
En la Quinta Avenida, los dos pisos más bajos tienen una columnata con columnas comprometidas de doble altura en el orden jónico, levantadas sobre pedestales y que sostienen un arquitrabe sencillo. Las columnas son en gran parte lisas, excepto las cuatro centrales, que son estriadas y flanquean un pórtico de entrada ligeramente saliente en los tres vanos centrales. Dentro de cada tramo de la columnata, las aberturas de las ventanas del primer y segundo piso están separadas por arquitrabes de piedra horizontales. Las ventanas del primer piso son grandes ventanales, mientras que las del segundo piso son ventana semicirculares de Diocleciano. En el pórtico de entrada, pequeños escalones de piedra conducen a las puertas de cada tramo, que se encuentran debajo de las marquesinas de vidrio de caparazón de tortuga. Este pórtico de entrada conduce al Centro de Graduados de CUNY.
En la calle 34, los dos primeros pisos tienen en su mayoría pilastras rectangulares en lugar de columnas. Hay un pórtico de entrada en las tramos sexto, séptimo y octavo desde el oeste, con columnas estriadas similares a las de la Quinta Avenida, aunque solo el séptimo tramo tiene un dosel de vidrio y escalones de piedra. Además, en el primer piso, solo los cuatro tramos más al oeste y los dos tramos más al este tienen ventanas de exhibición, mientras que las otras son ventanas de guillotina rectangulares anchas detrás de una rejilla. Hay una entrada de servicio en las tramos undécimo y duodécimo desde el oeste. Las aberturas del segundo piso son semicirculares.
El lado de Madison Avenue tiene una columnata en el centro de siete tramos, sostenida por columnas lisas comprometidas. El tramo más exterior a ambos lados se proyecta ligeramente, con pilastras rectangulares. El tramo central conducía a la antigua entrada de la biblioteca.
El lado de la calle 35 es similar, pero menos elaborado, que el lado de la calle 34. Los tres tramos más occidentales y el tramo más oriental tienen ventanas de visualización, mientras que la mayoría de los tramos restantes tienen ventanas de guillotina rectangulares detrás de una rejilla. El cuarto tramo desde el oeste tiene una estructura de entrada de metal que se proyecta ligeramente y tiene un friso en la parte superior. Hay una entrada de entrega más cerca del final de Madison Avenue.

#### Pisos superiores
El diseño del tercer al octavo piso es idéntico en la Quinta Avenida, la Calle 34 y la Calle 35. El tercer piso tiene una abertura de cabeza cuadrada en cada tramo y piedras angulares sobre las ventanas, así como una hilada horizontal sobre las ventanas. Los pisos cuarto al sexto tienen aberturas de cabeza cuadrada, sin piedras angulares, y un friso corre sobre el sexto piso. Los pisos séptimo y octavo están diseñados como una arcada de doble altura, similar a la base; cada tramo tiene una ventana de cabecera cuadrada debajo de una ventana semicircular, separada por un travesaño. Una cornisa pesada corre sobre el octavo piso en la Quinta Avenida y en la mayoría de las fachadas de las calles 34 y 35.
Los cuatro tramos orientales en las calles 34 y 35 tienen trece pisos de altura, aunque los cinco pisos superiores están hechos de ladrillo en lugar de piedra caliza. El noveno piso tiene dos ventanas de guillotina en cada tramo y está rematado por una pista de banda. Las ventanas de los pisos décimo y undécimo están empotradas dentro de una gran abertura; cada conjunto de ventanas está separado por pequeñas columnas jónicas de hierro fundido, con arquitrabes sobre las ventanas del décimo piso y un par de pequeños arcos sobre las ventanas del undécimo piso. Los dos pisos superiores tienen ventanas de doble guillotina similares a las del noveno piso. Un curso de banda sostenido por ménsulas corre sobre el piso duodécimo, y una pequeña cornisa corre por encima del decimotercer piso.
En Madison Avenue, las tramos más externas se enfrentan con piedra caliza hasta el octavo piso, mientras que las tramos internas y las plantas del noveno al decimotercero se enfrentan con ladrillo. Las tramos exteriores son similares en diseño a las tramos más al este de la calle 34. Las tramos interiores tienen pares de ventanas de guillotina doble en el tercer piso y aberturas de ventanas de triple altura en el cuarto al sexto piso. Cada una de las aberturas de triple altura tiene un par de columnas jónicas, que sostienen un arquitrabe y un pequeño frontón en el cuarto piso; un arquitrabe en el quinto piso; y soportes en el sexto piso. Los pisos séptimo y octavo de los tramos interiores están diseñados como una arcada, al igual que en las otras elevaciones, excepto que tiene columnas y arquitrabe de hierro fundido. Los pisos del noveno al decimotercer son los mismos que en las otras elevaciones.

### Características

#### Tienda B. Altman
Había 39 ascensores cuando la obra se completó: 22 ascensores de pasajeros, 10 ascensores de empleados, así como dos enormes elevadores de camiones y cinco ascensores privados más pequeños. También había una planta de energía eléctrica, descrita como la más grande de la ciudad. El sistema de ventilación pudo manejar volúmenes de admisión y escape de 566 336 l por minuto. Para acomodar paquetes y entregas de mensajes, se usó un extenso sistema de tubos de latón y bandas de lona.
A nivel del suelo, había una gran rotonda de entrada en la Quinta Avenida, así como pisos de venta de planta abierta. La rotonda tenía una cúpula de cristal con iluminación indirecta. La rotonda fue reemplazada por escaleras mecánicas en la década de 1930. Los interiores tenían techos altos: el primer piso tenía una altura de techo de 6,7 m mientras que el segundo y tercer piso tenían techos de 5,5 m.
Cuando la tienda abrió en 1906, los pisos primero al cuarto se usaban como pisos de venta, mientras que los pisos superiores se usaban como talleres, oficinas y almacenes. En el tercer piso, que vendía trajes y ropa de cama, había una gran sala con espejos. El cuarto piso tenía una sala de espera con escritorios y sillas de madera y teléfonos. Con la apertura de la expansión de Madison Avenue, las áreas públicas de la tienda se expandieron al quinto piso, que tenía una sala de escritura para mujeres, una oficina de información, teléfonos y una tienda general. El octavo piso tenía el restaurante Charleston Gardens. El noveno piso tenía bóvedas para el almacenamiento de pieles, encerradas en corcho de 10,2 a 12,7 cm espesor. Las instalaciones de los empleados, incluidos los baños, los comedores y las salas de asistencia médica, estaban en el duodécimo piso.

#### Uso actual

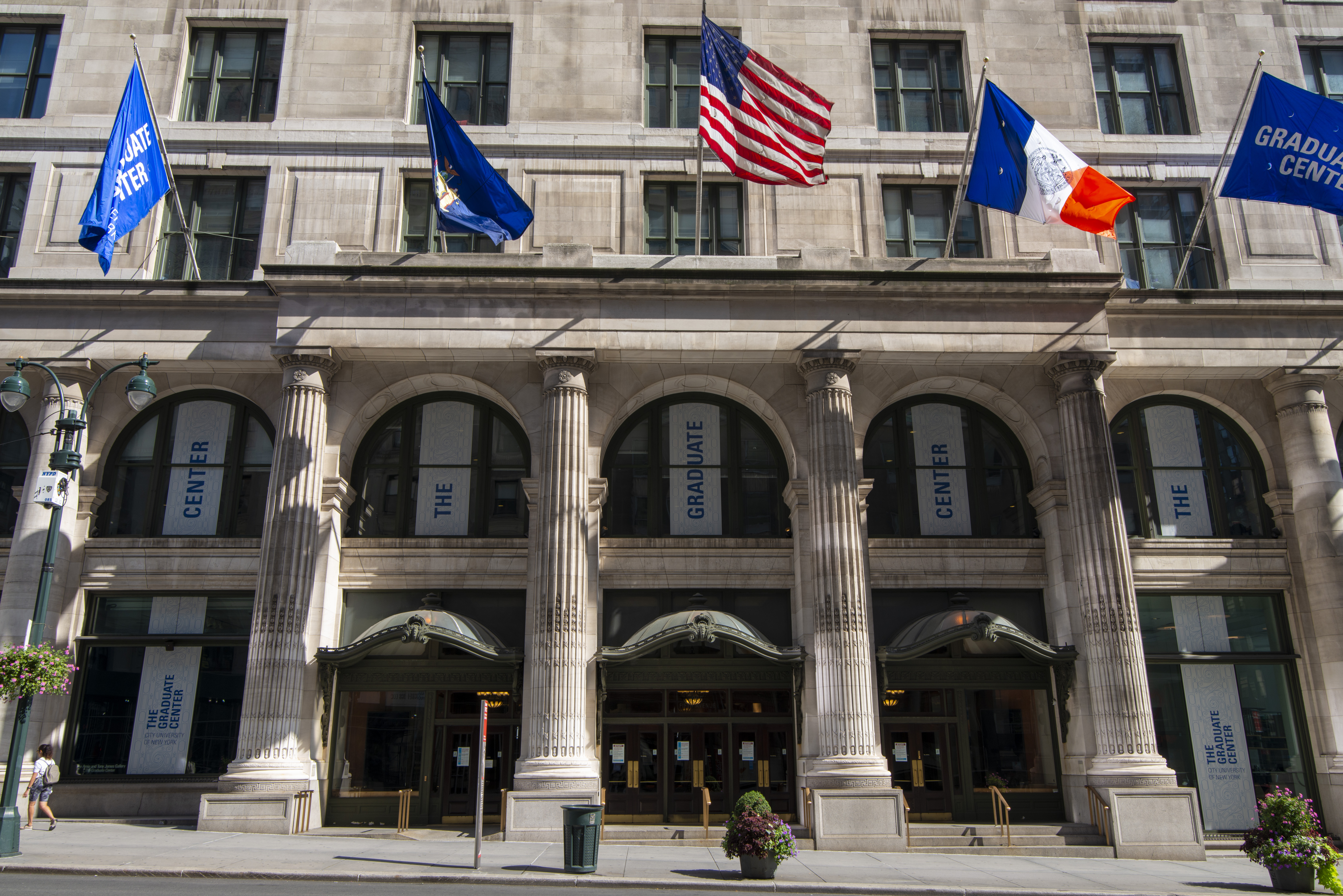
La entrada al Centro de Graduados de CUNY está en la Quinta Avenida.

Desde su remodelación en la década de 1990, el B. Altman Building ha sido compartido por el Centro de Graduados de la City University of New York (CUNY) y Oxford University Press (OUP). El espacio de un tercer ocupante, la Biblioteca Pública de Nueva York (NYPL), se vendió a varios otros propietarios de condominios en la década de 2010.
El Centro de Graduados está en el lado del edificio de la Quinta Avenida. Los pisos primero al séptimo tienen aulas, espacios para estudiantes y oficinas. La Biblioteca Mina Rees del Centro de Graduados ocupa partes del primer piso, el vestíbulo y el segundo piso. La sección del Centro de Graduados tiene tres espacios de actuación: el Auditorio Harold M. Proshansky de 389 asientos en la explanada, el Salón de Recitales Baisley Powell Elebash de 180 asientos en el primer piso y el Teatro Martin E. Segal de 70 asientos en el primer piso. La planta baja también alberga la Galería Amie y Tony James. Un comedor en el octavo piso tiene techos de 12,2 m así como un tragaluz desde el que se puede ver el Empire State Building.
En el lado del edificio de Madison Avenue, la NYPL ocupaba un condominio de ocho pisos que abarcaba 19 788 m² de la década de 1990. El condominio NYPL se dividió en cuatro unidades en 2012. Antes de 2020, la Biblioteca de Ciencia, Industria y Negocios de la NYPL (SIBL) ocupaba cinco pisos, con una biblioteca de investigación en el sótano, un vestíbulo y una biblioteca circulante a nivel del suelo y oficinas en tres niveles superiores. La sucursal tenía varios centros comerciales y de capacitación, así como salas de conferencias y estanterías. OUP ocupa un condominio de cinco pisos que abarca 10 000 m².

## Historia

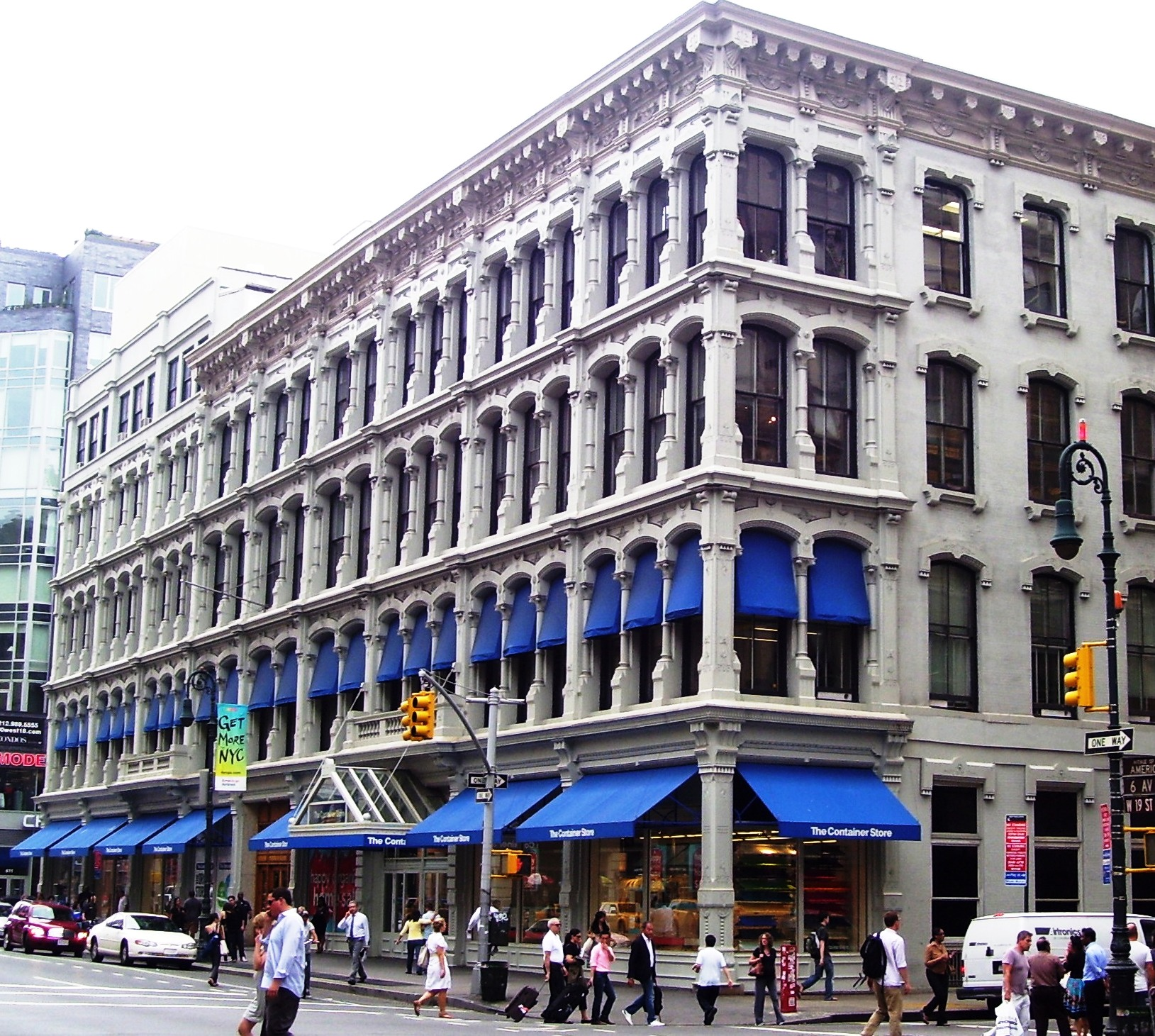
La tienda anterior de Altman en Sexta Avenida en el distrito comercial Ladies 'Mile

B. Altman and Company se originó en una tienda en el Lower East Side operada por la familia Altman. La tienda era propiedad exclusiva de Benjamin Altman y estaba ubicada en la Tercera Avenida y ña calle 10 en 1865. El núcleo residencial de Manhattan, una vez concentrado en el bajo Manhattan, se trasladó a la parte alta a finales del siglo XIX. En la década de 1870, se estaban estableciendo tiendas entre las calles 14 y 23 en el área de Ladies 'Mile, incluida B. Altman and Company, que abrió una tienda en la Sexta Avenida entre las calles 18 y 19. Sin embargo, la ubicación de la Sexta Avenida se había vuelto indeseable a fines del siglo XIX, en parte debido a las sombras y el ruido creado por la línea elevada de la Sexta Avenida.
Altman inicialmente contempló trasladar su tienda a Herald Square, en la esquina noreste de la calle 34 y la Sexta avenida, directamente frente a Macy's Herald Square. Finalmente se decidió por un sitio en la Quinta Avenida, una cuadra al este, debido a la presencia del hotel Waldorf-Astoria en esa intersección y porque la Quinta Avenida no estaba eclipsada por una línea elevada. A principios del siglo XX, el desarrollo se centró en la Quinta Avenida al norte de la calle 34, y muchas tiendas en esa avenida estaban ubicadas dentro de residencias reconstruidas del siglo XIX.

### Nuevo edificio

#### Adquisición inicial de tierras
Benjamin Altman comenzó a adquirir terrenos para su tienda en la Quinta Avenida en 1896, adquiriendo un edificio de cuatro pisos en la esquina suroeste de la Quinta Avenida y la Calle 35. Altman inicialmente no reveló el propósito de estas compras. No hizo otra compra hasta 1901, cuando fue incluido como comprador de un edificio de cinco pisos en 365 Fifth Avenue. Las compras de propiedades en el bloque se aceleraron después de que se anunciaran los planes para la Estación Pensilvania y la Terminal Grand Central, dos importantes centros de transporte cercanos, respectivamente, en 1902 y 1903. El edificio de cinco pisos en 361 Fifth Avenue se vendió en enero de 1904, y el comprador pagó un precio tan alto por el lote relativamente pequeño que Real Estate Record and Guide supuso que el comprador estaba actuando en nombre de Altman. Altman inicialmente no pudo adquirir algunas propiedades reducidas, ya que muchos propietarios "se negaron incluso a aceptar ofertas" y algunos arrendatarios "se volvieron obstruccionistas tan violentos como los propios propietarios". Sin embargo, estos individuos no formaron alianzas para prevenir específicamente la construcción.
Los planes para el nuevo edificio insignia de Altman se anunciaron oficialmente en diciembre de 1904, después de que Altman comprara muchas de las propiedades de la cuadra. The Real Estate Record en ese momento caracterizó los planes de Altman como "un secreto a voces durante algunos años". El anuncio resultó en un aumento en las transacciones de bienes raíces en las cuadras circundantes de la Quinta Avenida. Trowbridge y Livingston fueron seleccionados formalmente como arquitectos el mes siguiente. Un representante de B. Altman and Company indicó que la sección de la Quinta Avenida se completaría primero, seguida por la sección de Madison Avenue. Los planos se presentaron en marzo de 1905 y Marc Eidlitz & Son fue contratado como contratista general.

#### Construcción y apertura

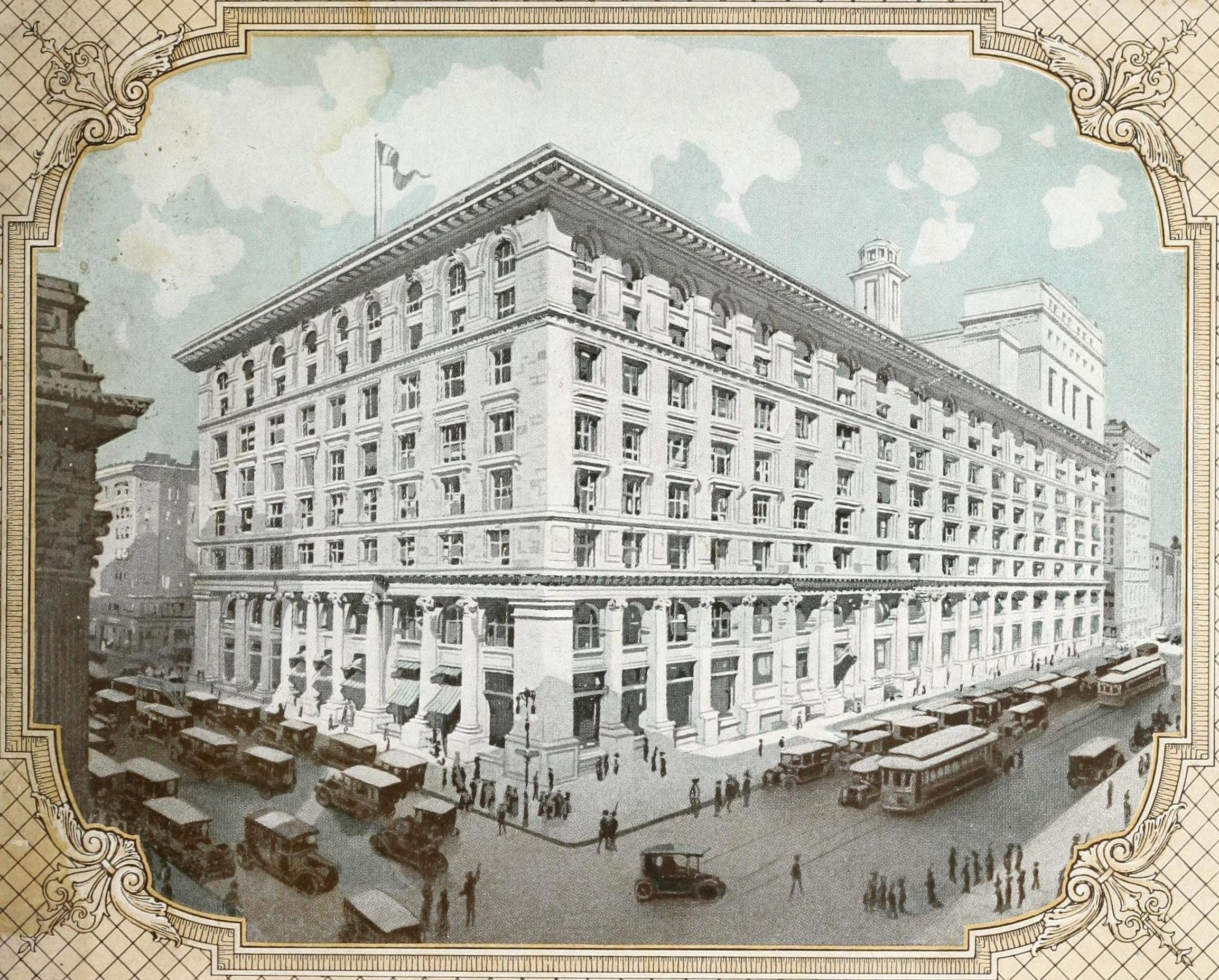
Litografía de 1914

En abril de 1905, Altman recibió 4.5 millones de dólares de préstamos hipotecarios de la Mutual Life Insurance Company de Nueva York, que cubría varias propiedades en el sitio insignia. Ese mayo, The New York Times informó que la casa adosada en la Quinta Avenida y la Calle 34 todavía estaba siendo alquilada por el comerciante de arte Knoedler. El contrato de arrendamiento no expiró durante "cinco o seis años más" y las negociaciones entre Knoedler y Altman habían llegado a un punto muerto. Además, hubo varios incidentes durante la construcción. Tres trabajadores murieron y varios resultaron heridos en una explosión de dinamita en diciembre de 1905, y hubo un intento el mismo mes de sabotear los motores de elevación del edificio. En enero de 1906, un trabajador murió y otros seis resultaron heridos cuando una viga cayó del octavo piso.
Anticipándose a la apertura de la nueva tienda, Altman vendió la antigua tienda de la Sexta Avenida en abril de 1906. La primera sección de la Quinta Avenida se inauguró el 15 de octubre de 1906, con entradas en las calles 34 y 35 y la Quinta Avenida; la tienda anterior en la Sexta Avenida estaba cerrada en ese momento. Aunque el diseño original implicaba construir sobre el lote de reserva de Knoedler, la sección inicial envolvía el lote. En diciembre de 1910, poco antes de que expirara el contrato de arrendamiento de Knoedler, Trowbridge y Livingston presentaron planos para la segunda sección del edificio, que se erigiría en el antiguo lote de Knoedler. La sección en la esquina de la Quinta Avenida y la Calle 34 se inauguró en septiembre de 1911. Después de que se abrió la segunda sección, el edificio tenía una superficie de 51 000 m².
Altman adquirió los lotes en Madison Avenue en octubre de 1910 por 1.2 millones de dólares, después de varios años de negociaciones, completando sus participaciones en el bloque. Los edificios en el sitio incluían varias casas adosadas. Trowbridge & Livingston presentó planes para el anexo en junio de 1913, lo que ampliaría el área de piso a 84 000 m². Cuando Benjamin Altman murió en octubre de 1913, los edificios de Madison Avenue estaban siendo demolidos para la construcción de la sección final del B. Altman Building. En su testamento, Altman legó toda su propiedad (incluida la tienda de la Quinta Avenida) a su empresa, de la cual todo el capital social estaría en manos de la Fundación Altman, esencialmente transfiriendo el edificio a la fundación. La sección final de Madison Avenue se inauguró el 5 de octubre de 1914.

### Operación insignia

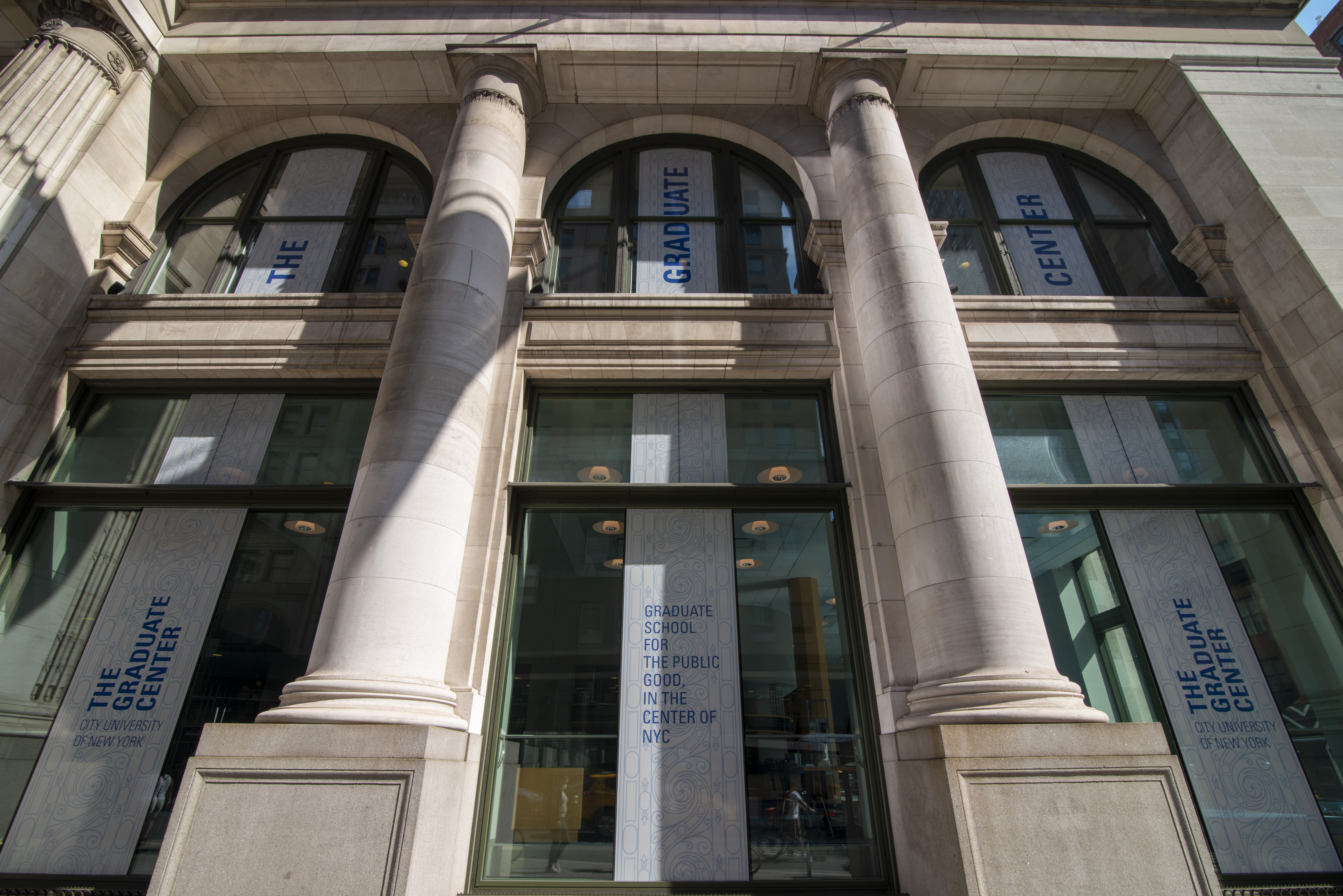
Fachada de la Quinta Avenida cerca de la calle 34

En 1924, Altman adquirió el contrato de arrendamiento final del terreno para el edificio, que consta de dos lotes en la Quinta Avenida y la Calle 34. Por lo tanto, Altman tenía la propiedad de todos los lotes de la cuadra. La fachada fue renovada en 1936 después de que parte de la piedra caliza se hubiera deteriorado. Partes de la fachada original fueron reemplazadas por diseños simplificados; por ejemplo, se eliminaron partes de la cornisa de las calles 34 y 35. Los planes de reforma para se presentaron en 1938, con un costo estimado de 250 000 dólares. Las renovaciones, en preparación para la Feria Mundial de Nueva York de 1939, involucraron la remoción de la rotonda para espacio de venta adicional, así como nuevos departamentos diseñados por HT Williams. En 1940, Altman reabrió su tercer piso renovado y se agregaron seis departamentos al lado de la Quinta Avenida, en lo que se conoce como el "Paseo de la Quinta Avenida".
Los rumores de una nueva estructura en el sitio comenzaron a circular en 1970, a los que Altman distribuyó cartas anunciando su intención de permanecer en el mismo lugar. La Comisión de Preservación de Monumentos Históricos de la Ciudad de Nueva York (LPC) comenzó a considerar el edificio para el estatus de monumento histórico en 1982. El LPC celebró audiencias para discutir la cuestión, pero Altman se había opuesto a la designación en ese momento. En noviembre de 1984, el propietario de la tienda, Altman Foundation, indicó su intención de reducir el tamaño de la ubicación de Altman y vender los pisos superiores en el extremo de Madison Avenue a un sindicato de inversiones, que convertiría el espacio en residencias y oficinas. La reducción fue necesaria debido a la legislación del estado de Nueva York que obligó a la Fundación Altman a deshacerse de algunas de sus participaciones comerciales o pagar una multa. Los planes implicaban la remoción de 2300 m² de espacio comercial en cada uno de los siete pisos, pero estas mudanzas no ocurrieron.
El 12 de marzo de 1985, el LPC designó el exterior del B. Altman and Company Building como un hito de la ciudad de Nueva York. El sindicato propietario del edificio, KMO-361 Realty Associates, recibió el nombre de las iniciales de sus directores, Earle W. Kazis, Peter L. Malkin y Morton L. Olshan, así como la dirección en la Quinta Avenida. La cadena fue adquirida por LJ Hooker en 1987, pero KMO-361 siguió siendo propietario de la propiedad inmobiliaria. En noviembre de 1987, KMO-361 anunció planes para agregar seis pisos en el extremo del edificio de Madison Avenue. La tienda ocuparía 37 600 m² en los cinco pisos más bajos y habría 51 000 m² de espacio para oficinas en los pisos superiores. Hardy Holzman Pfeiffer Associates también remodelaría los detalles de la fachada a su diseño original, agregaría un pabellón de entrada a lo largo de Madison Avenue y agregaría un pabellón en el techo sobre la tienda principal de ocho pisos. La LPC aprobó los planes de expansión en 1988. Los vecinos expresaron su preocupación de que la ampliación de la oficina de Madison Avenue arrojaría sombras excesivas.
El segundo piso de la tienda, que tenía el departamento de moda, fue remodelado en 1988. Se planeó que el proyecto fuera la primera fase de una renovación total. La renovación se estancó debido a problemas financieros de Altman. Altman se declaró en quiebra en agosto de 1989, Para ese noviembre, el buque insignia estaba listo para cerrar. El edificio se había subastado durante un mes, pero no hubo postores ni ofertas. Altman liquidó su mercadería, y la tienda cerró definitivamente el 31 de diciembre de 1989

### Nuevo uso
Aunque el estatus histórico del B. Altman Building impidió que la tienda fuera derribada, los planes de KMO de agregar seis pisos se habían estancado con el anuncio del cierre de la tienda. A finales de 1991, KMO propuso que 60 000 m² se convertiría en el New York Resource Center, una sala de exposición de muebles y electrodomésticos. Otros 19 000 m² sería utilizado por la Biblioteca Pública de Nueva York (NYPL), que abriría allí la Biblioteca de Ciencia, Industria y Negocios (SIBL). La NYPL emitió bonos para pagar el espacio. Los planes del Centro de Recursos de Nueva York finalmente se pospusieron indefinidamente debido a la falta de interés en el proyecto. Richard P. Steinberg, uno de los socios de Olshan, declaró en 1994 que tres museos "importantes" y dos instituciones educativas habían expresado interés en el edificio, aunque no había un compromiso definitivo. Varias otras empresas expresaron interés, incluidas Sotheby's y JC Penney.
Cerca de allí, Oxford University Press buscaba mudarse de su espacio en 200 Madison Avenue. La NYPL compró un condominio de ocho pisos en el lado de Madison Avenue del B. Altman Building en febrero de 1993, y OUP contrató la compra de un condominio de cinco pisos en enero siguiente. La City University of New York (CUNY) también anunció planes para trasladar su Graduate Center al Altman Building desde el Aeolian Hall en West 42nd Street, y vender el Aeolian Hall a la Facultad de Optometría de la Universidad Estatal de Nueva York, que se finalizó en 1995.
A partir de 1996, el exterior fue restaurado por Hardy Holzman Pfeiffer y el interior reconfigurado por Gwathmey Siegel & Associates. Las oficinas de OUP fueron diseñadas por Hellmuth, Obata & Kassabaum. Las renovaciones, que cuestan más de 170 millones de dólares, implicó la restauración de muchos elementos de diseño antiguos, como los pórticos del vestíbulo, las cabinas de ascensores de bronce y las escaleras de hierro fundido. La SIBL abrió dentro del edificio en 1996. Se programó que CUNY trasladaría el Centro de Graduados allí a fines de 1999, pero la reubicación se retrasó debido a contratiempos en la construcción. El Centro de Graduados de CUNY se trasladó al B. Altman Building en 2000.
En 2012, debido a problemas presupuestarios de la NYPL, la biblioteca acordó vender cinco de los pisos superiores que había utilizado como espacio de oficina. El condominio de ocho pisos de la NYPL se dividió en cuatro en 2012, y los cinco pisos superiores se vendieron ese año por 60.8 millones de dólares al Church Pension Fund. La NYPL anunció en 2016 que la SIBL cerraría después de la finalización de una próxima renovación de la Biblioteca Mid-Manhattan. El mismo año, vendió la unidad de condominio de oficinas restante al desarrollador de Seattle Vulcan Inc., encabezado por Paul Allen, por 93 millones de dólares. El Museo de Cultura Pop, que había sido fundado por Allen, indicó en 2018 que estaba considerando abrir una ubicación en el espacio SIBL. La SIBL se cerró permanentemente después de que la Biblioteca Mid-Manhattan reabriera en 2020 como la Biblioteca de la Fundación Stavros Niarchos, con un centro de negocios que reemplazó la colección de la SIBL.

## Impacto
En la inauguración del edificio, un crítico del Times escribió que "la tienda se suma materialmente a la belleza de la Quinta Avenida". Altman's había sido la primera gran tienda por departamentos en mudarse de Ladies 'Mile a Fifth Avenue, que en ese momento todavía era principalmente residencial. Siguiendo el ejemplo de Altman, otras tiendas importantes se trasladaron a la parte alta de la zona "media" de la Quinta Avenida, incluidas Best & Co., W. & J. Sloane, Lord & Taylor, Arnold Constable & Company y Bergdorf Goodman. [lower-alpha 1]
La estatura del B. Altman Building lo convirtió en un "circo de tres pistas", según The New York Times. La pista de atletismo en el techo del edificio fue utilizada para entrenar por el equipo olímpico de los Estados Unidos, como se muestra en la película Chariots of Fire de 1981. El edificio también se usó para filmaciones exteriores en la serie de televisión de Amazon Studios de 2017 La maravillosa Señora Maisel.